# Toma del Banco Otomano (1896)

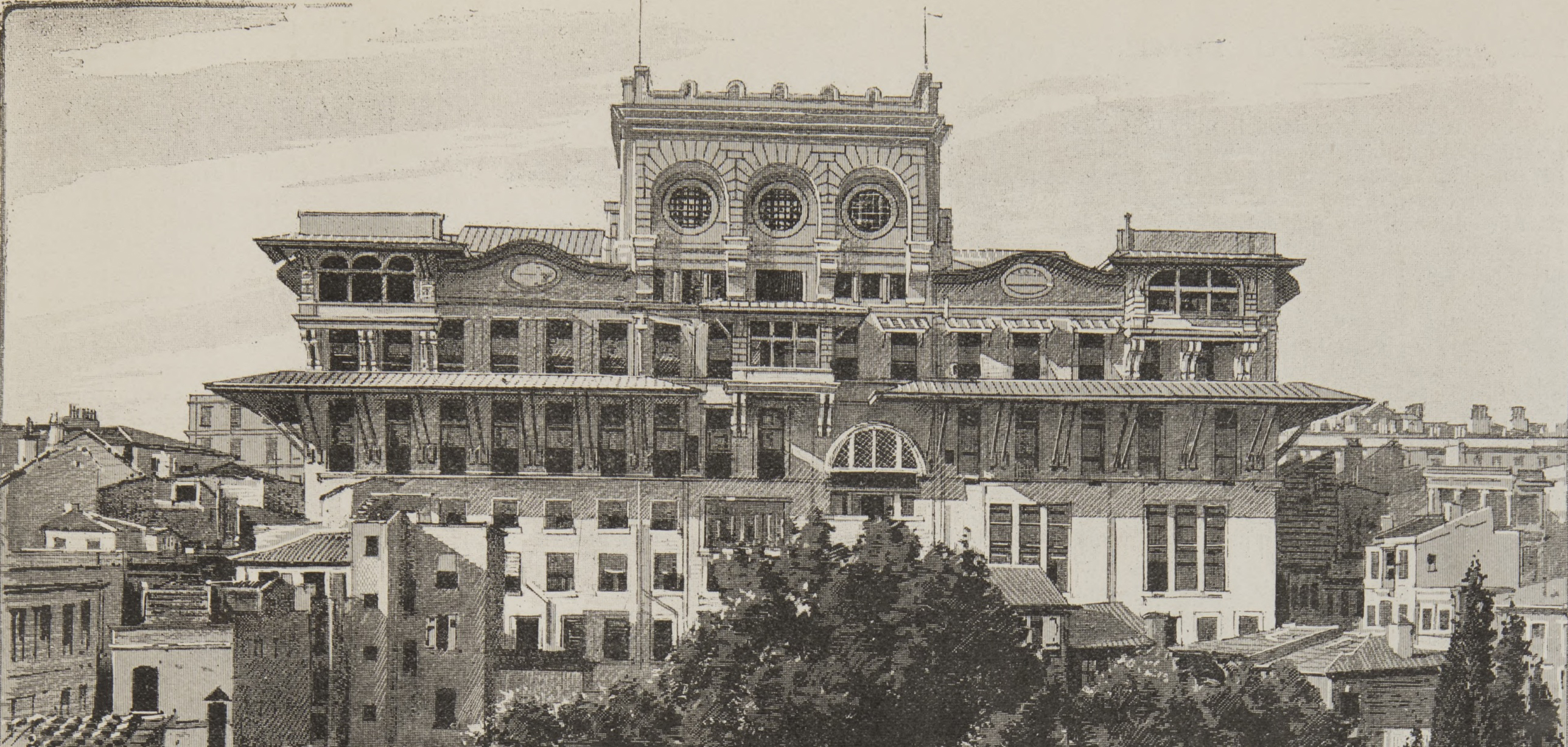
Sede del Banco Otomano en Karaköy, Estambul, (1890-1892).

La toma del Banco Otomano de 1896 (en armenio: Պանք Օթօմանի գրաւումը) en Estambul hace referencia al asalto y ocupación temporal por parte de la Federación Revolucionaria Armenia (Dachnak) de la principal institución financiera del Imperio otomano, el 26 de agosto de 1896.
En un esfuerzo por llamar la atención de las potencias europeas, un comando de 26 personas a las órdenes de Papken Siuni y Armen Karo tomaron el Banco Otomano e hicieron rehenes a los empleados, muchos de ellos británicos y franceses.